# ヴォルノヴァーハ
- ボルノバーハ

ヴォルノヴァーハ（ウクライナ語: Волноваха）はウクライナのドネツィク州ヴォルノヴァーハ地区にある都市。モークラ・ヴォルノヴァーハ川の河岸に位置する。都市の高さは海抜271 mである。面積は21 km²。人口は21,166人 (2022年1月1日)。
ヴォルノヴァーハは1881年に創建された。1938年に市制施行された。
市内ではヴォルノヴァーハ駅がある。首都キエフまでの直線距離は597 km、鉄道で914 km、車道で783 kmとなっている。州庁所在地までの直線距離は48.5 km、鉄道で58 km、車道で54 kmとなっている。